# 陈志祥 (1945年)
陈志祥（1945年7月29日—），江苏省吴江县人，中华人民共和国工程师、政治人物，曾任云南省石油化学工业厅副厅长。

## 生平
1968年8月，毕业于西安交通大学工程物理系电物理专业，分配至陕西省铜川市水泥厂工作。1971年，调至云南楚雄州农机厂工作。1976年，调至云南沾益化肥厂工出任动力车间副主任、电力车间主任、厂长助理。1984年11月任厂长，任内业绩突出，将企业由亏损转为盈利。1988年8月调云南磷肥工业基地建设指挥部任指挥长。1989年5月调任云南省石油化学工业厅副厅长。

## 荣誉
1988年4月，荣获全国总工会授予的“五一”劳动奖章、云南省人民政府授予“云南省劳动模范”称号。1988年7月获云南省经济委员会、云南省企业管理协会授予的首届“云南省优秀企业家”称号。